# Amadeo Jacques
Amadeo Florentino Jacques (París, 4 de julio de 1813 - Buenos Aires, 13 de octubre de 1865) fue un educador francés, filósofo, psicopedagogo, catedrático de la Sorbona de París. Tuvo a su cargo la cátedra de física de la Universidad de Buenos Aires, actuó como director del Colegio San Miguel de Tucumán y como director de estudios del Colegio Nacional de Buenos Aires. Es recordado en la novela Juvenilia, de Miguel Cané.

## Biografía
Nacido como Amédée Florentin, era hijo del pintor retratista Nicolás Jacques y de la baronesa Ana María Gérard. Estudió en el Liceo de Borbón y en la Escuela Normal Superior. Dictó clases en Douai, Amiens y Versalles.
En 1837 se doctoró en letras en la Sorbona a los 24 años, con una tesis en latín, De platónica idearium doctrina….., y otra en francés, Aristóteles, historiador de la filosofía. El 12 de enero de 1839 leyó en la Academia de Ciencias Morales y Políticas de París su trabajo Memoria sobre el sentido común como principio y como método filosófico. Obtuvo las licenciaturas de ciencias físicas y de ciencias naturales de la Universidad de París. Fue profesor en la Escuela Normal Superior de París y en el Liceo Louis-le-Grand de París.
En 1843 editó las obras filosóficas de Samuel Clarke, François Fénelon y Gottfried Leibniz y colaboró en la preparación del Diccionario de Ciencias Filosóficas de Adolphe Franck y trabajó en la edición de sus obras. Escribió la introducción y la sección de psicología del Manual de filosofía (Manuel de Philosophie a l'usage des Colleges) de Jules Simon y Émile Saisset, texto de estudio que fuera muy utilizado en Europa.
Tuvo problemas políticos con el ministro de Instrucción Pública, Victor Cousin, y con los coautores del mencionado manual, fundó la revista La Libertad de Pensar (1847), que luego le fue clausurada además de destituirle de sus cátedras. Su destitución de las cátedras y la prohibición de ejercer la docencia durante la monarquía de Napoleón III Bonaparte lo llevaron a exiliarse junto a su amigo personal Victor Hugo, ambos republicanos ya para ese entonces (otro amigo de Jacques difícil de omitir fue Alexis de Tocqueville, comprendían un grupo selecto de literatos, filósofos, y grandes pensadores franceses ultra liberales). 
Llegó a Montevideo en 1852 con una recomendación de Alexander von Humboldt, e intentó reorganizar la Universidad Mayor, pero sus iniciativas no fueron apoyadas. Atraído por el progreso cultural que el gobernador Justo José de Urquiza le estaba dando a la provincia argentina de Entre Ríos decidió trasladarse a la ciudad de Paraná, donde vendió sus instrumentos científicos al Colegio local, y adquirió elementos para daguerrotipia y agrimensura a fin de ganarse la vida. Viajó luego a Buenos Aires para dar cursos libres y gratuitos de física, pero estos no prosperaron. Con Alfredo Cosson trabajó en daguerrotipia en Rosario y en Entre Ríos.
En 1854, el ya presidente Urquiza, le confió la Dirección de Catastro. Estuvo luego en Córdoba y vivió varios años en Santiago del Estero, donde se casó en 1856 con Martina Benjamina Augier Echagüe, con quien tuvo tres hijos: Francisca, José y Francisco Jacques, su hija Francisca Jacques fue luego una gran educadora fundadora de escuelas rurales. Fue agrimensor oficial de la provincia, expedicionario al río Salado y al Chaco. Publicó su excursión al río Salado y al Chaco en la obra Excursion au Rio Salado et dans le Chaco (París, 1857), en la que describió los sucesos de los que fue testigo, así como los paisajes y las costumbres de los pobladores.
Viajó luego a Tucumán, donde puso una panadería e hizo mensuras y daguerrotipos, entre otros muchos oficios, hasta que el gobierno de la provincia (cuyo gobernador por entonces era Marcos Paz) le dio en 1858 la dirección del Colegio de San Miguel, que funcionaba en los antiguos claustros de La Merced y cuyos profesores se habían retirado a Buenos Aires, dejándolo acéfalo.
Entre 1858 y 1862 Jacques proyectó dotarlo de un museo, un laboratorio de química, una estación meteorológica y una biblioteca pública. El colegio fue el primer establecimiento de enseñanza superior que tuvo Tucumán y sus planes sirvieron de base para lo que después sería la Universidad de Tucumán. Muy elogiado, entre otros, por Germán Burmeister, se formaron en él destacados tucumanos como Delfín Gallo o Sixto Terán. En los diarios El Eco del Norte y El Liberal, ambos de Tucumán, Jacques publicó importantes artículos sobre su ideario educativo.

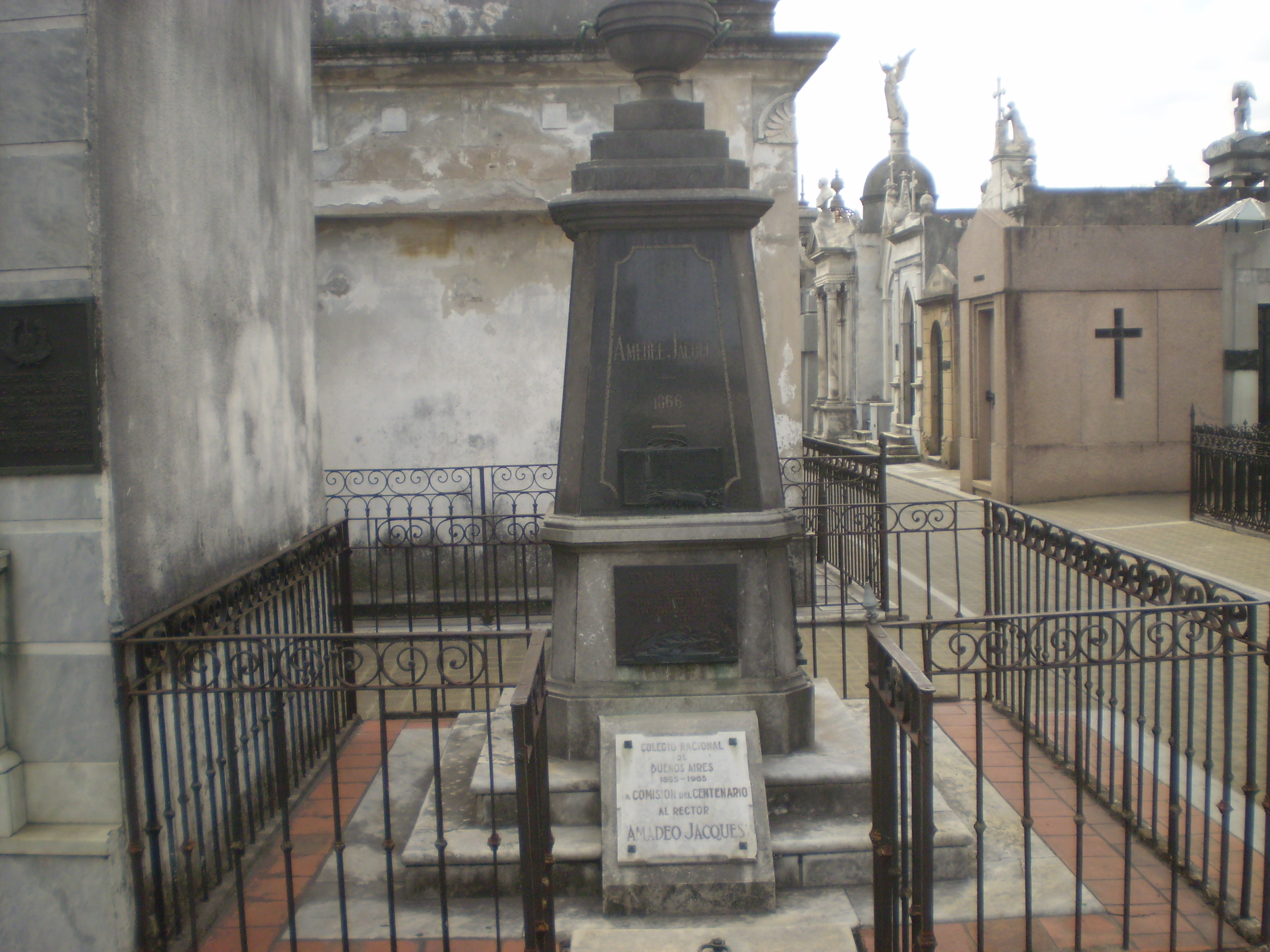
Amadeo Jacques, su tumba en el cementerio de la Recoleta.

En 1862, debido a los conflictos políticos, dejó Tucumán y se trasladó a Buenos Aires, donde el tucumano Marcos Paz, en ese entonces vicepresidente de la Nación, lo hizo designar primero profesor del Colegio Nacional de Buenos Aires, y después de la muerte de José Eusebio Agüero, rector. Su paso por el Colegio ha quedado perpetuado en las páginas de Juvenilia, de Miguel Cané, y en la Memoria que Jacques redactara en 1865, verdadero testamento pedagógico que su muerte repentina dejó inconcluso. Allí se advierte el impulso transformador que dio a la enseñanza introduciendo las nuevas ideas cientificistas que provenían de Europa y planeando la educación a partir de una enseñanza que buscaba preparar al alumno para «aprender todo».
Junto con Juan María Gutiérrez preparó una obra de suma importancia, el Plan de Instrucción Pública, que tuvo importante influencia en los planes educativos. Fue además profesor de física experimental y química, y escribió un Curso de Filosofía, editado en Francia, que fue base de la enseñanza de esa disciplina en Argentina. Fue miembro fundador del “Círculo Literario”, en 1864.
Murió en Buenos Aires el 13 de octubre de 1865. La noche anterior había ido al teatro y a la mañana siguiente su hija lo encontró muerto en su cama. Sus restos se encuentran en el cementerio de La Recoleta. Su esposa Martina Benjamina Augier Echagüe, viuda, contrajo nuevas nupcias, por segunda vez, con el gobernador santiagueño Rafael de la Plaza, hermano del presidente argentino Victorino de la Plaza.
Describe Cané en su libro Juvenilia: “Una mañana vagábamos en el claustro, asombrados que hubiese pasado un cuarto de hora del momento infalible en que M. Jacques se presentaba. De pronto un grito penetrante hirió nuestros oídos; conocí la voz de Eduardo Fidanza, uno de los discípulos más distinguidos del colegio. Corrí a la portería y encontré a Fidanza pálido, desencajado, repitiendo como en un sueño ¡M. Jacques ha muerto! La impresión fue indescriptible; se nos hizo un nudo en la garganta y nos miramos unos a otros con los rostros blancos, lívidos, como en el momento de una desventura terrible. El Portero había recibido orden de no dejarnos salir, lo echamos violentamente, y muchos sin sombrero, desolados, corrimos a casa de M. Jacques. Estaba tendido sobre su cama, y con una soberbia cabeza impregnada de majestad indecible. La muerte lo había sorprendido al llegar a su casa después de una noche agitada. El rayo de la apoplejía lo derribó vestido, sin darle tiempo a pedir ayuda. Pendía su mano derecha de la cama; uno por uno, por un movimiento espontáneo, nos fuimos arrodillando y posando en ella los labios, como un adiós supremo a aquel a quien nunca debíamos olvidar. Su espíritu liberal, abierto a todas las verdades de la ciencia, libre de preocupaciones raquíticas, ha ejercido influencia poderosa sobre todos sus discípulos. Lo llevamos a pulso hasta su tumba y levantamos en ella un modesto monumento con nuestros pobres recursos de estudiantes. Duerme el sueño eterno al abrigo de los árboles sombríos, no lejos del sitio donde reposan mis muertos queridos. Jamás voy a la tumba de los míos sin pasar por el sepulcro del maestro y saludarlo con el respeto profundo de los grandes cariños".